# 市川團蔵 (8代目)
八代目 市川 團蔵（いちかわ だんぞう、1882年（明治15年）5月15日 - 1966年（昭和41年）6月4日）は歌舞伎役者。本名、市川銀蔵。屋号は三河屋。俳名に寿猿、三猿、市紅。東京生まれ。七代目市川團蔵の次男。

## 略歴
実母のはつが早くに家を出て他家に嫁いだため母親を知らずに育つ。父親の七代團蔵は芸の修業に厳しく、息子がうまくできないと冬でも庭の木に縛り付けて頭から水をかけることもあったという。1885年（明治18年）、本名の市川銀蔵の名で初舞台。芸修業のため小学校3年生までで退学する。1896年（明治29年）市川茂々太郎を襲名。主として子供芝居に活躍。1908年（明治41年）歌舞伎座『御存鈴ヶ森』の白井権八で、四代目市川九蔵を襲名。その後、初代中村吉右衛門一座に加わり脇役を勤める。1943年（昭和18年）歌舞伎座『毒茶の丹助』の丹助役で、八代目市川團蔵を襲名。
『松浦の太鼓』の宝井其角、『石切梶原』の六郎太夫、『河内山』の高木小左衛門など、地味ながらも堅実な演技で舞台を支えた。1965年に勲五等双光旭日章を受勲、1966年には第16回芸術選奨を受賞し、賞金と日本俳優協会から贈られた報奨金に自分の金を足して早稲田大学坪内博士記念演劇博物館に寄付した。
また、父七代目市川團蔵についての著書『七世市川團蔵』（石原求龍堂、1942）を著し歌舞伎研究に業績を残した。孫九代目市川團蔵には『書写山』の鬼若の型を伝えた。長男は舞踊家の三世柏木衛門で、その子が九代目団蔵。また甥にのちに養子に迎えた五代目市川九蔵がいる。
自らを「役者は目が第一。つぎが声。わたしはこんなに目も小さい。声もよくない。体も小さい。セリフが流れるように言えない。不適格です」と評するのが口癖で、四十歳の時に引退を申し入れた後もたびたび引退を願い出ては引き止められ続けたという。引退時には「『団蔵』の名の重荷を背負って生き続けた」と述べており、苦しかったですかとの問いに「はあ、それは　もう。芝居というものは、たった一人が悪くても、芝居全体がこわれますから」と答えている。

## 引退及びその死
1966年（昭和41年）4月に歌舞伎座で引退興行を行ない、『菊畑』の鬼一と『助六』の意休役を演ずる。直後に20年来の夢だった四国巡礼に出かけた。足腰に問題もなく矍鑠としているとはいえ高齢での一人旅を家族と弟子達は強く反対したが「これまで生きのびてきたのも大師さんや世話してくださった人たちのおかげ。ただただ霊をなぐさめたい。巡礼途中、仏のもとへいくことになってもお大師さんと二人。なんの悔いることもない」と押し切ってのことだったという。巡礼を終えたあと、小豆島に宿泊し、その帰途、大阪行きの船上で消息を絶つ。船室には、市川のネーム入りの紺の背広上着、中折れ帽、レインコート、懐中時計、文庫本（松本清張の「顔・白い闇」）などのほか、「この金を費用にあててください」のメモのついた財布があり、播磨灘に身を投げ自殺したと推測された。遺体は上がっていない。東京には、30年連れ添った60代の妻・宏子、養女にした妻の姪一家、息子の敏雄一家、孫、ひ孫があり、小豆島滞在中に「探さないでくれ」といった遺書を思わせる手紙などが妻宛に送られていた。巡礼の途中、偶然に出会った者も含めて数社の新聞記者の取材を受けており、「お大師さんと二人だから途中で死ぬようなことがあっても少しもさびしくありません」「客のことばかり気にしなければならない役者か業を思い出したくないので、だれにも会いません」「わずらわしい東京へは帰りたくないのです」「いまは、人形のような舞台人生から離れ、生れてはじめて人間らしい自由を得ました」と心情を語っている。
辞世は「我死なば　香典うけな　通夜もせず　迷惑かけず　さらば地獄へ」。墓所は東京都台東区谷中の天王寺墓地にある。戒名は「巌生院釈玲空」。
團蔵の死について三島由紀夫は、「団蔵の死は、強烈、壮烈、そしてその死自体が、雷の如き批評であつた。批評といふ行為は、安全で高飛車なもののやうに世間から思はれてゐるが、本当に人の心を搏つのは、ごく稀ながら、このやうな命を賭けた批評である」と、團蔵を追悼し、その死の意味を考察した論評を書いた。
網野菊は追悼の中篇エッセイ「一期一会」を同年の『群像』11月号に掲載（のちに講談社文芸文庫『一期一会』に収録）。同作は読売文学賞を受賞した。
また、戸板康二は、團蔵の死の旅を後をたどった中篇「団蔵入水」を『小説現代』1971年10月号に発表している（講談社から『団蔵入水』として単行本が刊行）。

## 著書
- （市川九藏）『七世市川團藏』石原求龍堂、1942年10月20日。